# Pontcey
Pontcey – miejscowość i gmina we Francji, w regionie Burgundia-Franche-Comté, w departamencie Górna Saona.
Według danych na rok 1990 gminę zamieszkiwały 302 osoby, a gęstość zaludnienia wynosiła 51 osób/km² (wśród 1786 gmin Franche-Comté Pontcey plasuje się na 452. miejscu pod względem liczby ludności, natomiast pod względem powierzchni na miejscu 731.).